# Eudo I, Duque da Borgonha
Eudo I da Borgonha, Odão I, cognominado o Vermelho (em francês:  Eudes I, le Borel; 1058 – Tarso, 23 de março de 1103) foi duque da Borgonha entre 1079 e 1103. Era o segundo filho de Henrique da Borgonha, neto de Roberto I, e irmão de Henrique da Borgonha, Conde de Portugal. Assumiu o ducado depois da abdicação do seu irmão mais velho, Hugo I, que se retirou para um convento Beneditino.
Ajudou o rei Filipe I de França na sua luta contra Hugo I de Puiset em 1078. Em 1087, partiu para combater os mouros na Península Ibérica e participou na tomada de Toledo. 
Violento e brutal, os cronistas da sua época descrevem-no como um salteador que aterrorizava quem atravessava os seus domínios.
Eadmer, biógrafo de Anselmo de Cantuária, testemunhou e descreveu um incidente curioso. Quando Santo Anselmo atravessava o território de Eudo, a caminho de Roma em 1097, este preparava-se para o emboscar e roubar, esperando encontrar um tesouro na comitiva do arcebispo. Ao chegar perto da caravana, o duque perguntou pelo prelado. Anselmo apresentou-se imediatamente, surpreendendo Odo ao dizer "Senhor duque, deixe-me abraçá-lo."  O admirado duque permitiu o abraço e retorquiu declarando-se um humilde servidor de Anselmo.
Não parece ter estado envolvido na Primeira Cruzada, mas alguns anos depois esteve na Terra Santa, depois de participar da malograda Cruzada de 1101. Morreu em Tarso na Cilícia em 23 de março de 1103.

## Relações familiares
Foi o segundo filho de Henrique da Borgonha (1035 — 1074) e portanto neto de Roberto I da Borgonha, e irmão de Henrique da Borgonha, Conde de Portugal; sua mãe foi Sibila, filha de Reinaldo I de Borgonha.
Casou em c. 1080 com Sibila da Borgonha (1065-1101), filha de Guilherme I, Conde da Borgonha (c. 1020 - 1087) e de Étiennette de Longwy (? - 1088), de quem teve:
1. Helena da Borgonha (1080-1142), casada em 1095 com Bertrando de Trípoli, conde de Toulouse e de Tripoli, e novamente em 1115 com Guillherme III Talvas, conde de Alençon e de Ponthieu.
2. Florine da Borgonha (1083-1097), casada com Sven, o Cruzado, príncipe dinamarquês, filho de Sueno II da Dinamarca.
3. Hugo II, Duque da Borgonha (1084-1143) casado com Matilde de Turenne (1080 - 1162).
4. Henrique da Borgonha (1087-1131), religioso.